# Кухня Буркина-Фасо

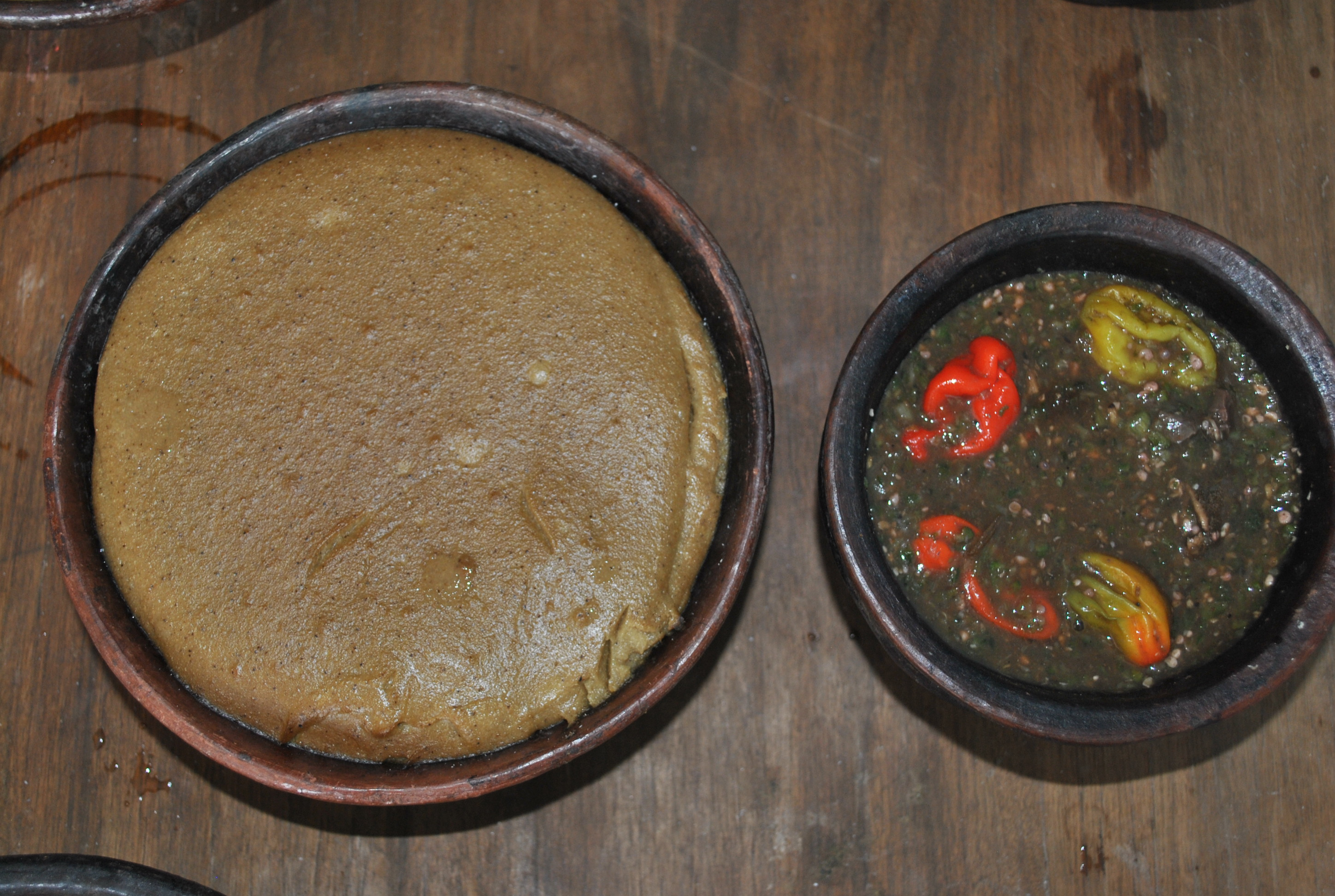
Национальное блюдо Буркина-Фасо, То с соусом

Кухня Буркина-Фасо похожа на кухни других стран Западной Африки и основана на продуктах: сорго, просо, рис, фонио, кукуруза, арахис, картофель, фасоль, ямс и бамиия. Рис, кукуруза и просо являются наиболее часто употребляемыми в пищу зерновыми в Буркина-Фасо. Распространено мясо на гриле, особенно баранина, козлятина, говядина и рыба.
Овощи включают ямс и картофель, бамию, помидоры, кабачки, морковь, лук-порей, лук, свеклу, тыкву, огурцы, капусту, щавель и шпинат.

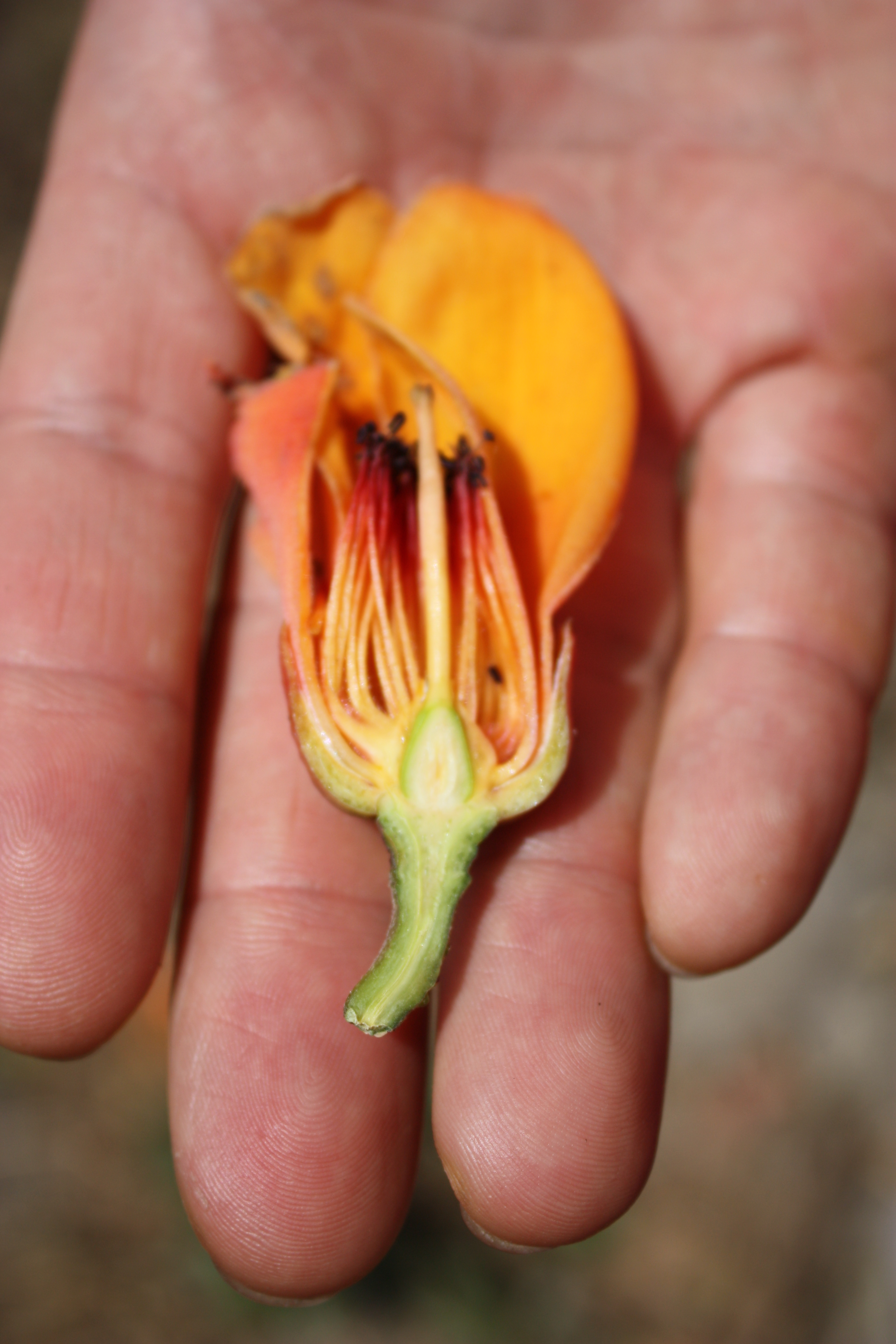
Из чашелистика растения Bombax costatum готовят соус

Хотя импортные продукты становятся все более распространенными в городских районах, питание в сельских районах обычно состоит из блюда То, соуса из листьев джута или баобаба, а также чашелистика дерева Bombax costatum, сушёной рыбы и специй, таких как перец чили и сумбала.

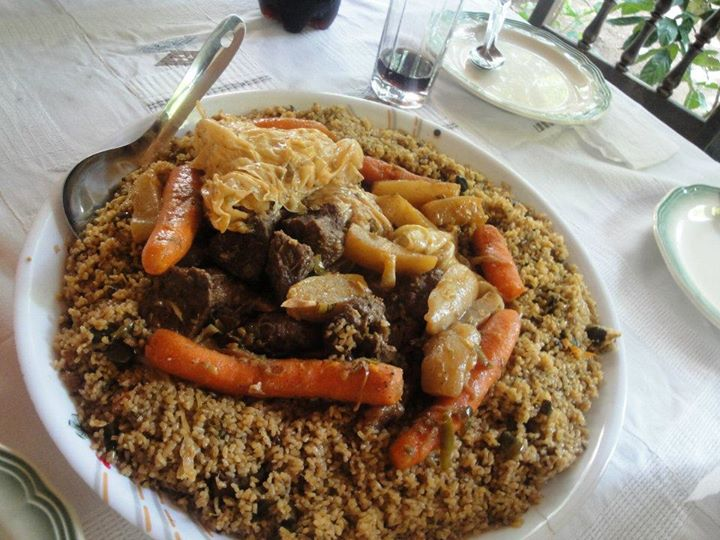
Тарелка с риз-гра

## Традиционные блюда

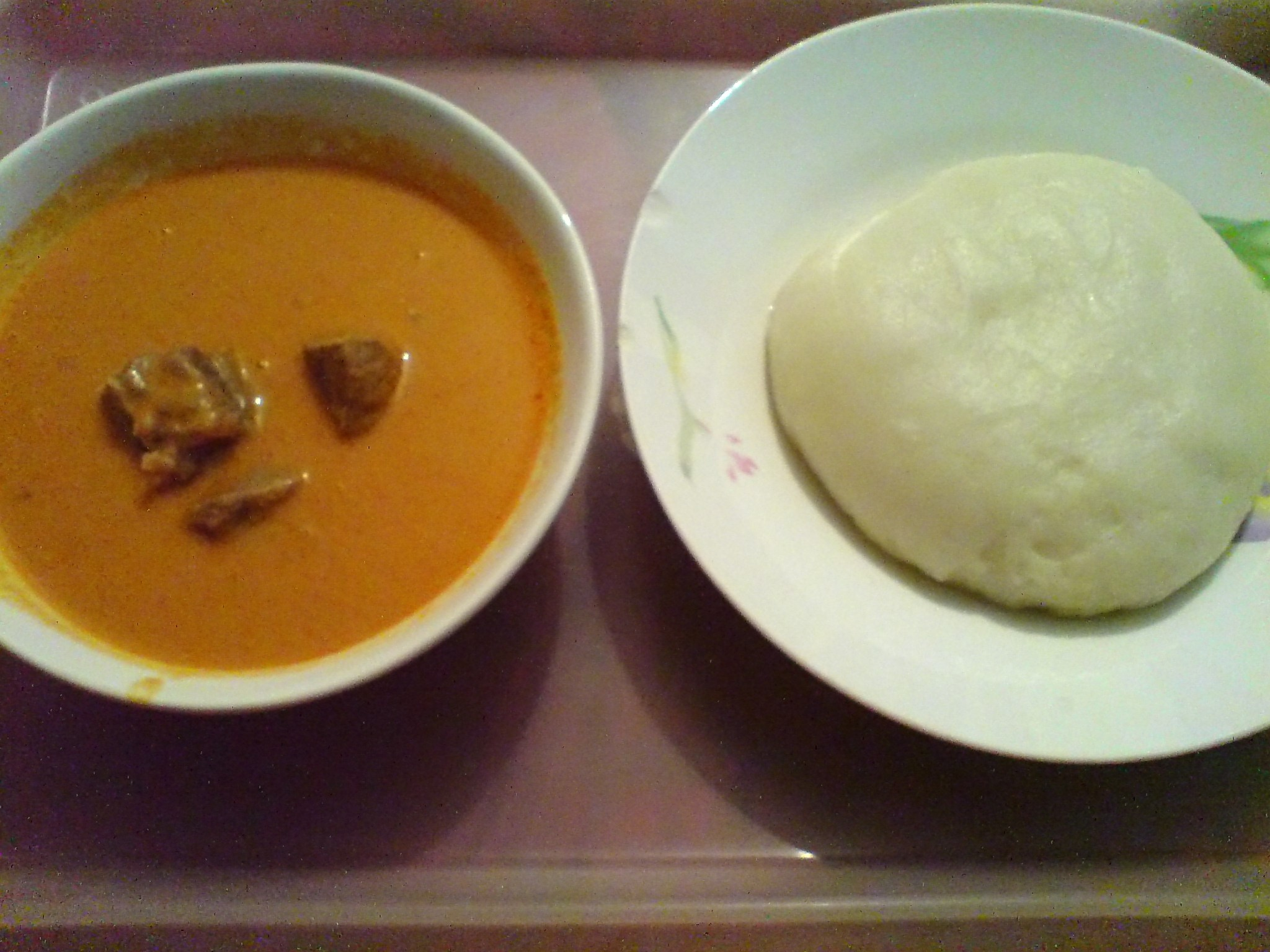
Фуфу с арахисовым супом

- Tô (Saghbo на мооре), охлажденные лепёшки напоминающие поленту, приготовленные из молотого проса, сорго или кукурузы. То подается с соусом из овощей, таких как помидоры, перец, сумбала и морковь, иногда с добавлением куска мяса, такого как баранина или козлятина[6]. Это традиционное блюдо, которое едят руками, является основным продуктом питания Буркина-Фасо[4].
- Французская зелёная фасоль
- Фуфу
- Poulet Bicyclette — блюдо из курицы на гриле, распространенное в Западной Африке[4].
- Ragout d'Igname — стью из батата родом из Буркина
- Riz gras — рис, приготовленный с луком, помидорами и мясом[3][4].
- Соус Риз
- Соус гомбо — соус из бамии
- Мясо на шампурах
- Poulet braisé — очень популярная в городе курица-гриль
- Babenda — стью из ферментированных бобов, рыбы, капусты и/или шпината[7].

В ресторанах обычно подают блюда Буркина-Фасо наряду с блюдами соседних стран. Иностранные блюда включают рыбное или мясное стью, называемое кеджену из Кот-д’Ивуара, и цыплёнок ясса, тушеную курицу с лимоном и луком из Сенегала.

## Напитки
- Bisap — напиток с кислым вкусом, приготовленный из цветков Roselle (Bissap) семейства гибискусов[8], подслащенный сахаром
- Degue — напиток из жемчужного проса и йогурта .
- Dôlo — пиво из жемчужного проса или сорго[9]
- Tédo — также называемый Pain de Sainge, напиток из плодов баобаба
- Yamaccu или Yammaccudji — напиток из имбиря
- Zomekome — безалкогольный напиток из просовой муки, имбиря, лимонного сока и тамаринда[1]
- Tamarin — сок из тамаринда
- Jus de Weda или Jus de Liane — сок из фруктов лианы Saba senegalensis или Weda

## Галерея

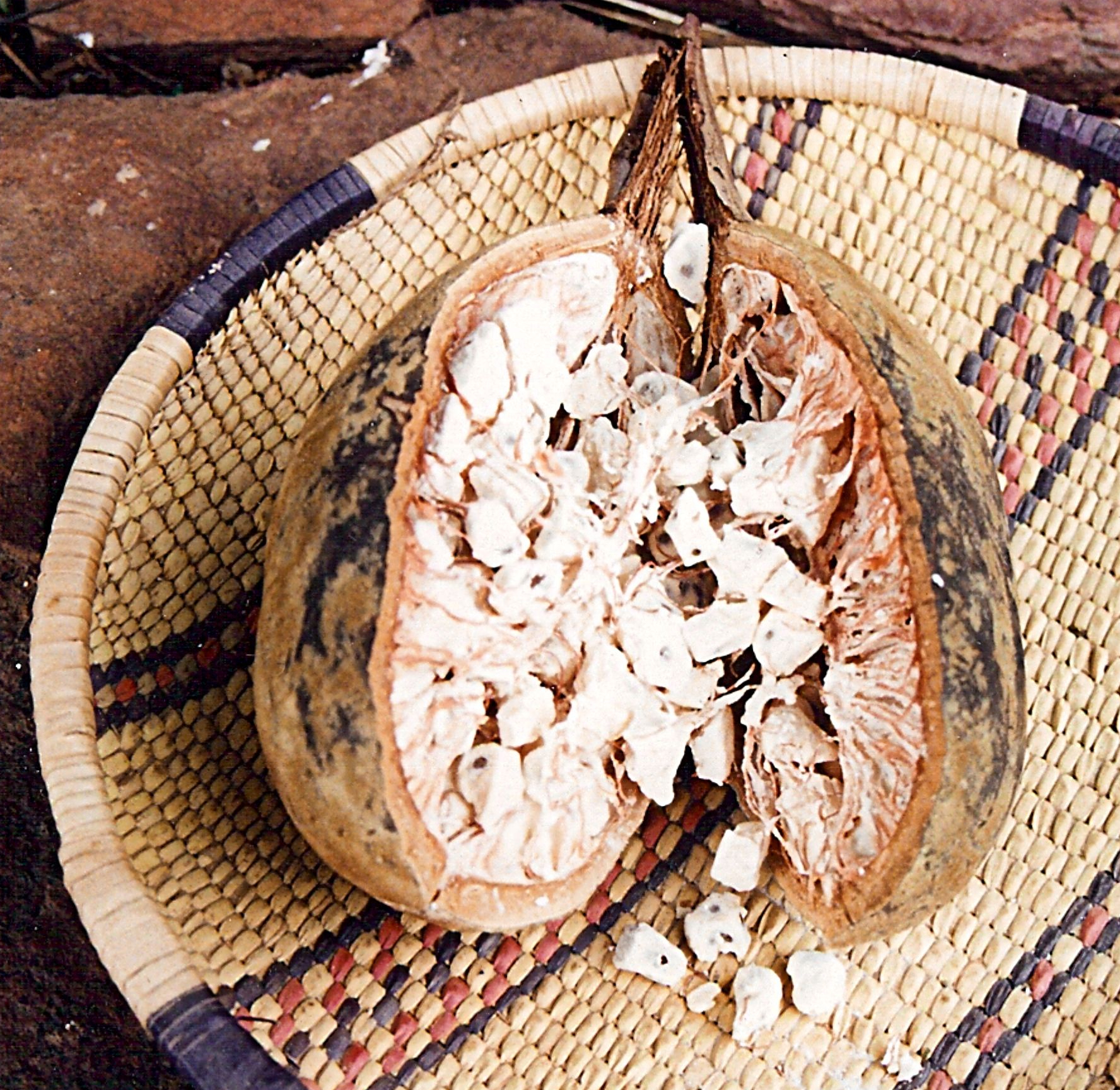
Плод баобаба
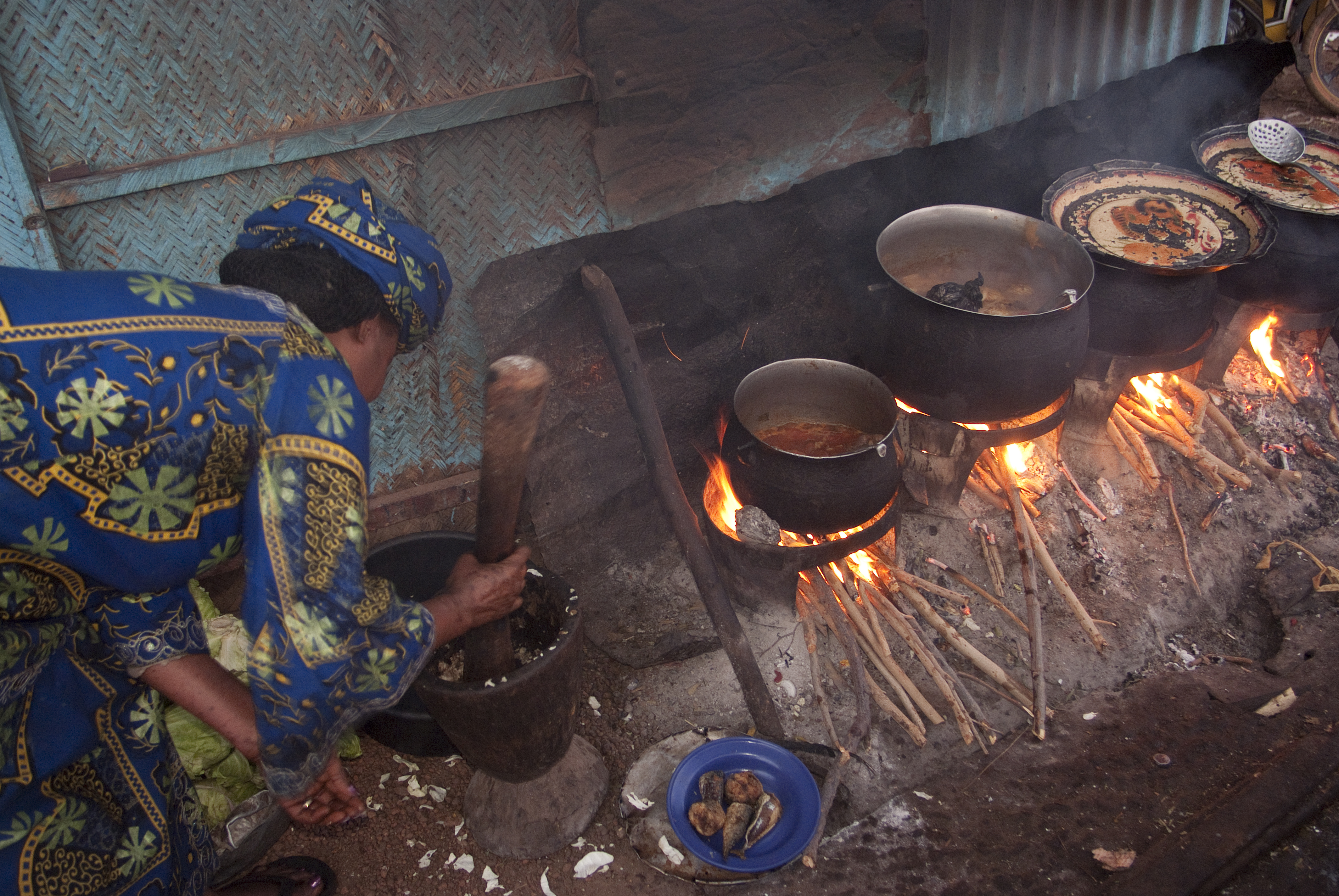
Приготовление пищи в Буркина-Фасо
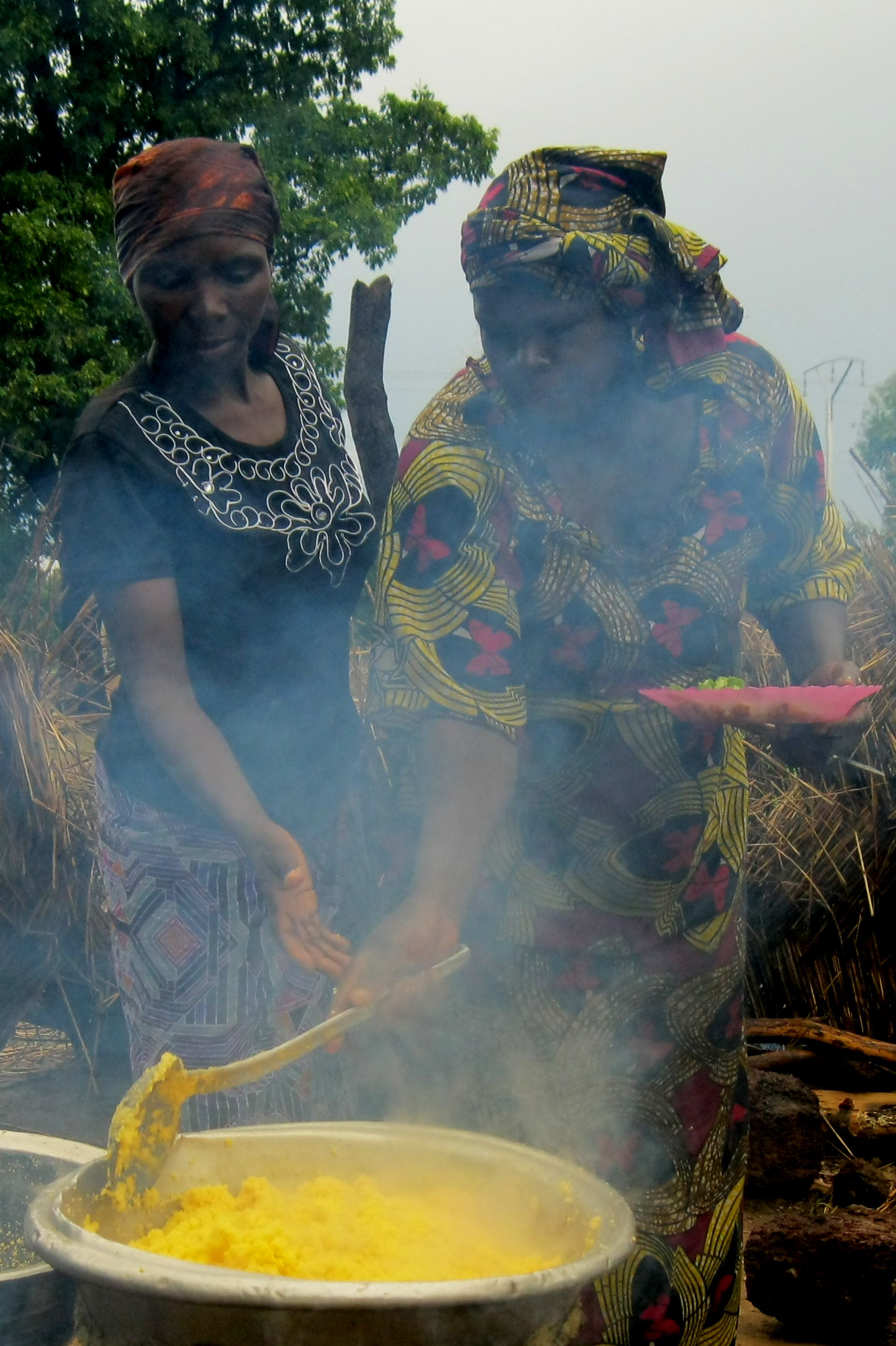
Приготовление блюда то